# 浦添市立沢岻小学校
浦添市立沢岻小学校（うらそえしりつ たくししょうがっこう）は、沖縄県浦添市沢岻にある公立小学校。略称は「沢岻小」。

## 沿革
- 1982年（昭和57年）
  - 時期不明 - 校舎建築[4]。
  - 4月 - 開校[1][2]。
- 1993年（平成5年） - この年から、沖縄県立鏡が丘養護学校との交流会を開催[2]。

## 教育目標[2]
「豊かな心で たくましく生きる子どもの育成」
- 進んで学習する子
- 思いやりのある子
- ねばり強くたくましい子

## 通学区域と進学先中学校
出典

### 通学区域
- 字沢岻（1番地～508番地、622番地～630番地2号、701番地～1488番地2号）
- 沢岻1丁目（全域）
- 沢岻2丁目（1番～17番）
- 字経塚（市道グリーンハイツ線及び市道区10-1号線以西の地域）
- 経塚1丁目（全域）
- 安波茶3丁目（23番～38番）
- 字大平（全域）
- 大平3丁目（4番～9番2号、10番1号～10番5号、10番7号～18番）
  - ただし、字大平（392番地1号、398番地、438番地1号～507番地14号のみ）、大平3丁目については、通学区域変更により宮城小学校への通学が可能。

### 進学先中学校
- 浦添市立神森中学校 - 字大平(438番地～531番地のみ)、字沢岻、沢岻1丁目、沢岻2丁目から通う児童の主な進学先
- 浦添市立浦添中学校 - 安波茶、字大平(269番地～437番地のみ)、大平3丁目、字経塚、経塚1丁目から通う児童の主な進学先

## アクセス
- 東陽バス191系統城間（一日橋）線・391系統城間線で、「第一経塚」停留所下車後、学校東側の門まで、
  - 東陽バス191系統屋富祖入口行・391系統馬天営業所行のりばから、徒歩約565m・約9分。
  - 東陽バス191系統安波茶・浦添市役所前方面行・391系統サンエーパルコシティ方面行のりばから、徒歩約510m・約8分。
- 沖縄バス47系統てだこ線・87系統赤嶺てだこ線で、「第一沢岻」停留所から、学校東側の門まで、
  - 沖縄療育院行のりばから、徒歩約475m・約7分。
  - 47系統那覇バスターミナル行・87系統旭橋・那覇バスターミナル、豊見城営業所方面行のりばから、徒歩約485m・約7〜8分。
- なお、東陽バス「第一経塚」・沖縄バス「第一沢岻」の両停留所から、学校正門までは、道路形状の関係で、大きく遠回りとなる。

## 周辺
- 浦添市立沢岻幼稚園 - 同一敷地内で、なおかつ進級前幼稚園のひとつ。
- 沢岻げんき学童クラブ - 浦添市立沢岻幼稚園に隣接
- 第二沢岻げんき学童クラブ - 同一敷地内
- 浦添市立沢岻長田原公園
- 社会福祉法人童愛福祉会わらべ保育園 - 進級前保育園のひとつ。
- 沢岻自治会館
- 昭和薬科大学附属高等学校・中学校

## 著名な出身者
- 内間康平（自転車競技選手）
- 東江太輝（ハンドボール選手）
- 東江雄斗（ハンドボール選手）